# Lop
Lop (en uigur: لوپ ناھىيىسى, romanizado: Lop nahiyisi) también conocida como Luopu (en chino, 洛浦县; pinyin, Luòpǔ xiàn) es un condado bajo la administración directa de la Prefectura Jotán en la Región autónoma de Sinkiang, República Popular China. Su área es de 14 113 km² y su población total para 2010 superó los 230 mil habitantes.

## Administración
Desde enero de 2016, el condado Lop se divide en 10 pueblos que se administran en 1 subdistrito, 3 poblados y 6 villas.